# Плоня
Плоня (устар. Плёна, пол. Płonia, нем. Plöne) — река в северо-западной Польше, в Западно-Поморском воеводстве, впадает в озеро Домбе, лежащее в дельте Одры.
Длина 72,6 км, площадь бассейна 1171,2 км².
Река начинается на Мыслиборском поозерье в ландшафтном парке Барлинек-Горжув в 1,5 км к югу от города Барлинек. Почти сразу после истока протекает Барлиньское озеро и город Барлинек. Ниже течёт в северо-западном направлении, протекает озеро Плонь и крупное озеро Медве. В верховьях течение быстрое, в русле перекаты; перед озером Плонь успокаивается. Между озёрами Плонь и Медве русло канализировано. В озеро Медве река втекает в юго-восточной его оконечности, вытекает с запада в средней части озера.
Собственно Плоня именованных притоков не имеет, однако в озеро Медве, через которое она протекает, впадают Говеница Медвянска, Островица и Медвянка. Помимо Барлинека река протекает целый ряд небольших деревень.
Впадает в озеро Домбе в пригородах Щецина.

## Примечания

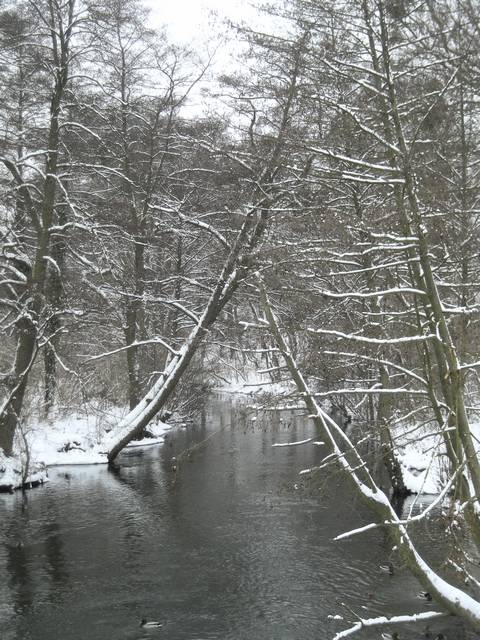
Плоня у деревни Езежице в нижнем течении